# Государственный музей Л. Н. Толстого
Государственный музей Льва Николаевича Толсто́го — государственный литературный музей, посвящённый памяти писателя Льва Толстого. Основан в 1911 году членами Толстовского общества. С 1920 года музей располагается в бывшем особняке Лопухиных-Станицкой, построенном в 1817—1822 годах в стиле ампир архитектором Афанасием Григорьевым.

## История

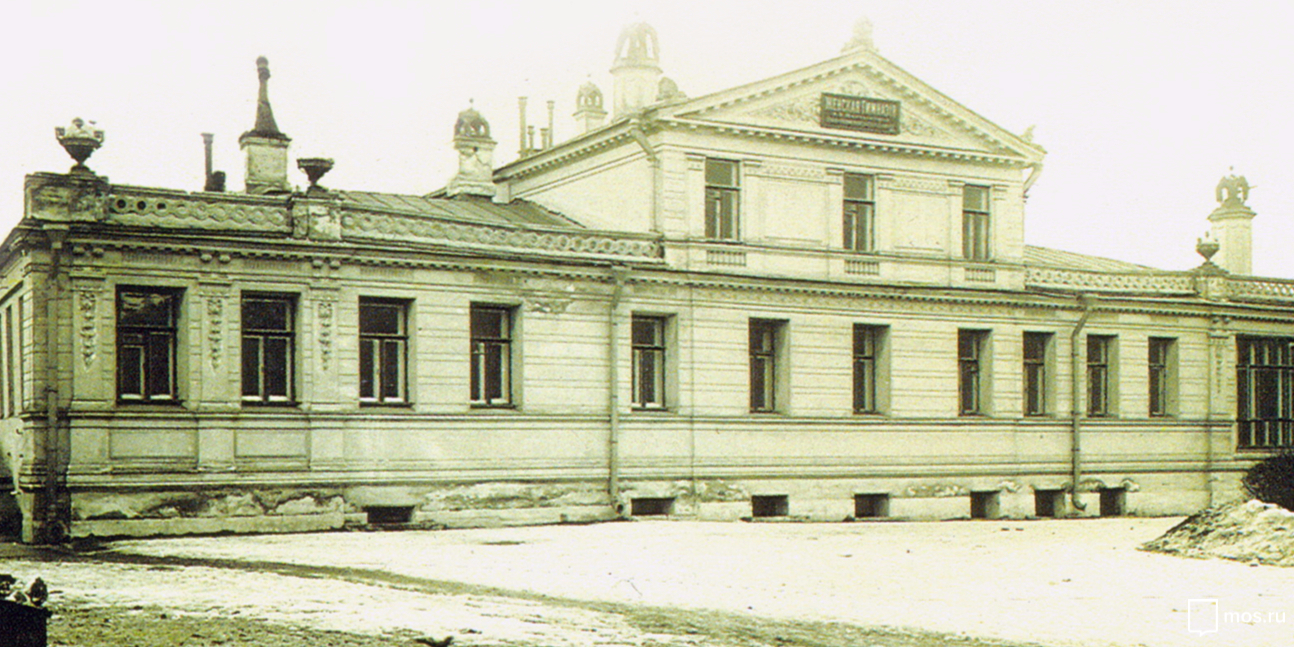
Дом на Плющихе, где Толстой останавливался во время первого визита в Москву

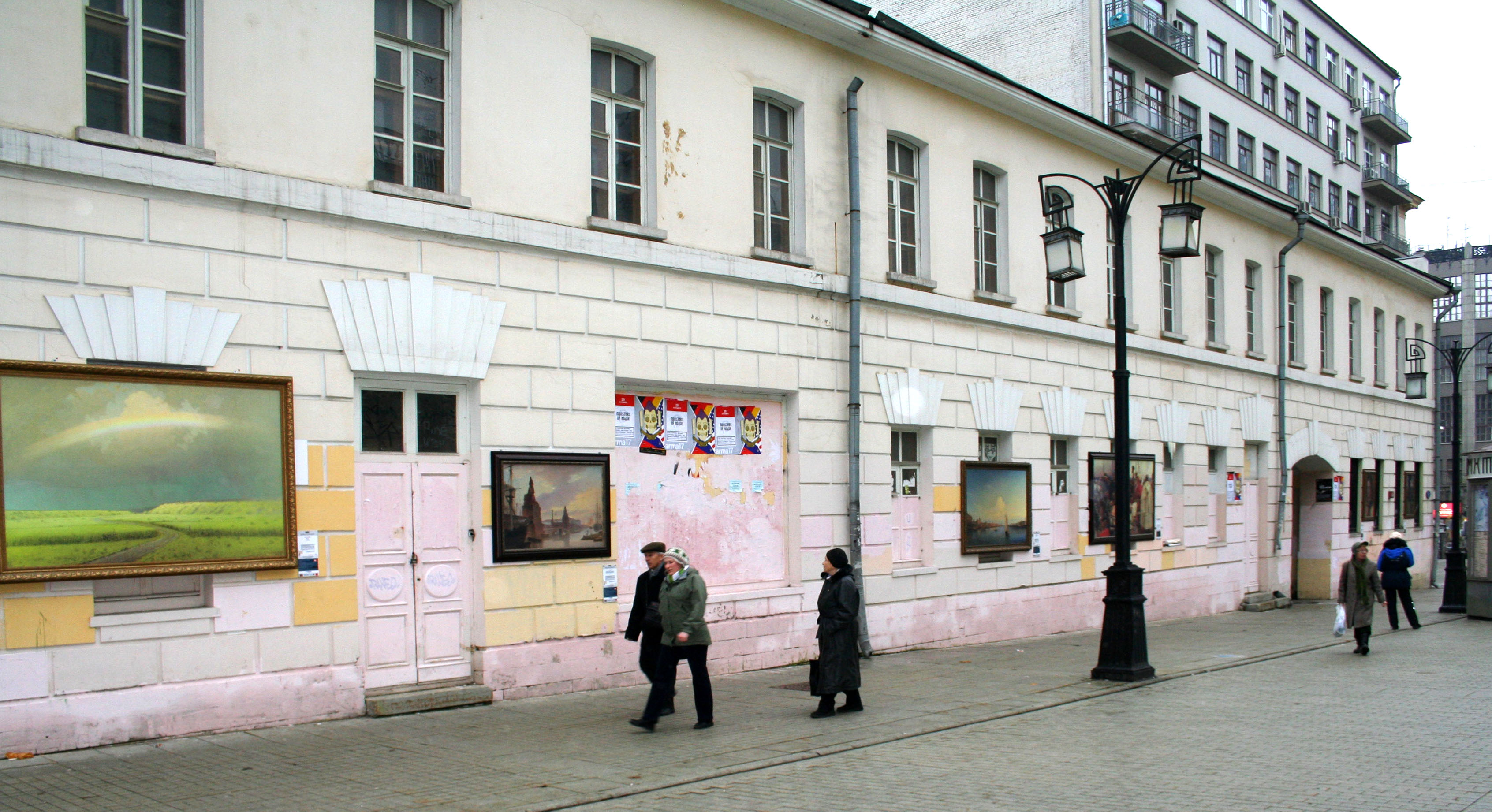
Гостиница Шевалье, частое место пребывания писателя в 1840—1881 годах. Фото 2009 года

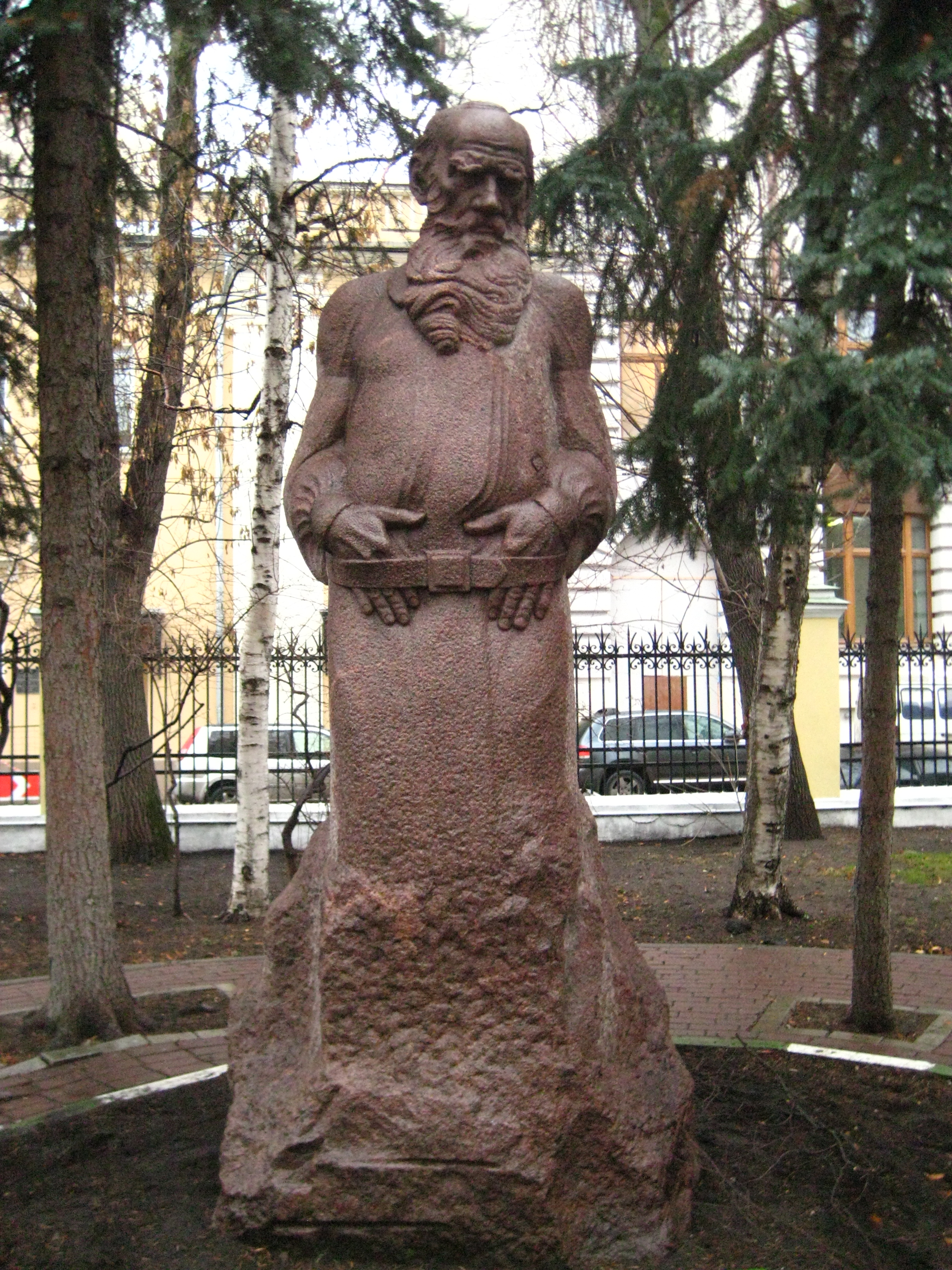
Памятник работы Сергея Меркурова. Фото 2011 года

### Толстовские места в Москве
Лев Толстой впервые посетил Москву в январе 1837 года в возрасте девяти лет. Он путешествовал со своей семьей: отцом Николаем Толстым, бабушкой, тремя братьями — Николаем, Сергеем и Дмитрием, сестрой Марией и учителем Фёдором Ресселем. Семья поселилась в доме подполковника Щербачёва на Плющихе, 11. Первая поездка Льва Толстого в Москву длилась до конца лета 1837-го и осложнилась внезапной смертью отца. Знакомство с московским обществом и первые жизненные трудности повлияли на взгляды писателя. С этого путешествия начинается новый этап в жизни Толстого, описанный в «Отрочестве».
С 1840 до 1881 года Толстой неоднократно посещал Москву, останавливаясь в Большом Каковинском и Малом Николопесковском переулках, гостиницах «Шевалье» (в настоящее время дом № 4 по Камергерскому переулку) и «Франция» на Кузнецком мосту. Он также квартировал у Шевалдышева на углу Тверской и Козицкого переулка (дом № 14) и в номерах Михаила Челышева на Театральной площади. Писатель бывал в Кремле — здесь проживала его будущая жена Софья Берс, с которой они позже обвенчались в церкви Рождества Богородицы.
В 1882 году супруги Толстые приобрели и перестроили дом, ранее принадлежавший семье Арнаутовых в Долго-Хамовническом переулке. Семья Толстых прожила в нём с 1882 по 1901-й годы, выезжая в Ясную Поляну только на лето. Именно в этом доме были написаны произведения «Воскресение», «Смерть Ивана Ильича», «Власть тьмы», «Хаджи-Мурат», «Живой труп». Свою усадьбу в Хамовниках писатель посетил в последний раз в 1909 году, за год до смерти. В 1920-м году здание было национализировано и преобразовано в филиал Государственного Литературного музея имени Льва Толстого.

### Основание музея
После смерти Толстого 7 ноября 1910 года встал вопрос о сохранении его наследия. Через год члены Толстовского общества по инициативе Владимира Бонч-Бруевича организовали выставку, экспонаты которой сформировали будущую литературную экспозицию музея. Большую роль в организации музея в Москве сыграли последователи Льва Толстого: Валентин Булгаков, ставший впоследствии первым директором учреждения, и глава Толстовского общества Николай Давыдов.
Музей Льва Толстого в Москве был основан 28 декабря 1911 года и изначально располагался в съёмной восьмикомнатной квартире дома Хрептовича-Бутенёва на Поварской улице, 18. Василий Булгаков позже вспоминал:
Музей, с его маленьким штатом служащих, состоявшим из 4-х человек, кроме меня (заведующей канцелярией и трех технических служащих), работал регулярно, принимал посетителей, проводил экскурсии… Никакой научной работы в музее, однако, не велось. Читальни не существовало. Теснота помещения давала себя знать.
Во время революции 1917 года музей оказался под угрозой закрытия. В 1918-м Наркомпрос выдал Охранные грамоты на дом Льва Толстого в Хамовниках и Литературный музей на Поварской улице, что позволило сохранить экспозицию.
В 1920 году организаторы музея получили ордер на владение особняком на Пречистенке. Здание было построено в 1817—1822 годах архитектором Афанасием Григорьевым в стиле ампир. Внешне оно представляет собой одноэтажный особняк, украшенный портиком из шести колонн. Парадные залы расположены вдоль главного фасада, жилые комнаты с невысокими потолками выходят во двор. Церемония открытия музея прошла 20 ноября 1920 года — в 10-летнюю годовщину смерти Льва Толстого. Церемонию открытия проводил сын писателя Сергей Толстой. На начало 2018 года здание является объектом культурного наследия Москвы.
В 1920 году был принят декрет о национализации экспозиции Льва Толстого. Согласно документу, усадьба «Хамовники» и Литературный музей на Пречистенке были объединены в одно учреждение. С 1939 года учреждение функционирует под названием «Государственный музей Л. Н. Толстого».
В 1972-м во дворе усадьбы на Пречистенке установили памятник Толстому, выполненный мастером Сергеем Меркуловым в 1911—1914-х годах. Скульптор стремился передать философские и религиозные взгляды писателя через обтекаемость форм фигуры монумента. Однако памятник не понравился родственникам писателя и простоял в мастерской до 1928 года. Впоследствии его поместили на Девичье поле рядом с усадьбой Толстого в Хамовниках. Лишь в 1972 году памятник был установлен во дворе главного здания музея.

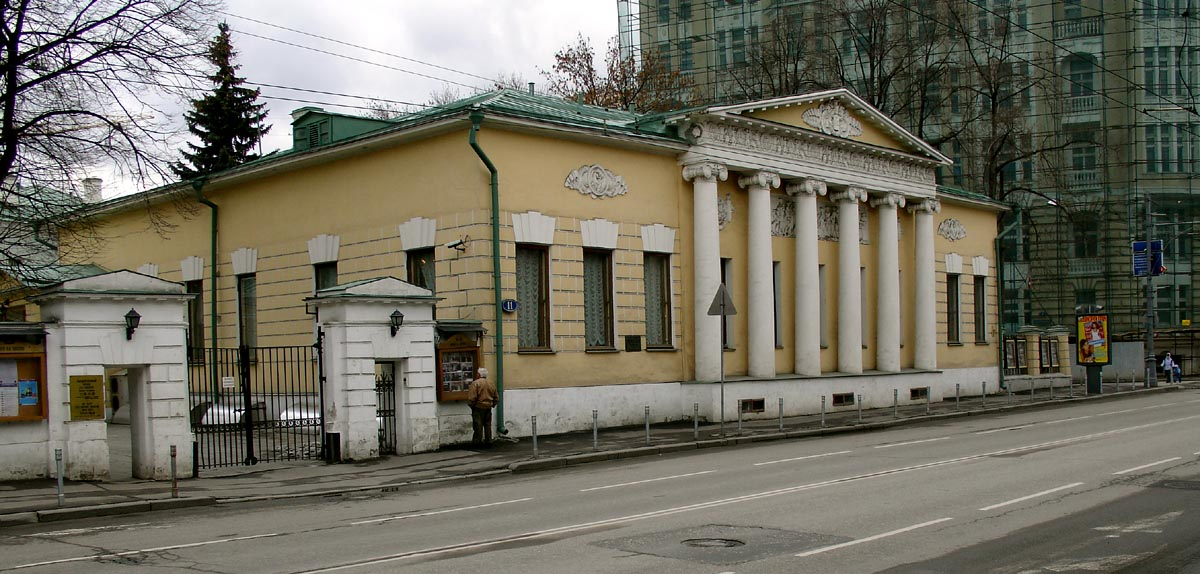
Со стороны Пречистенки
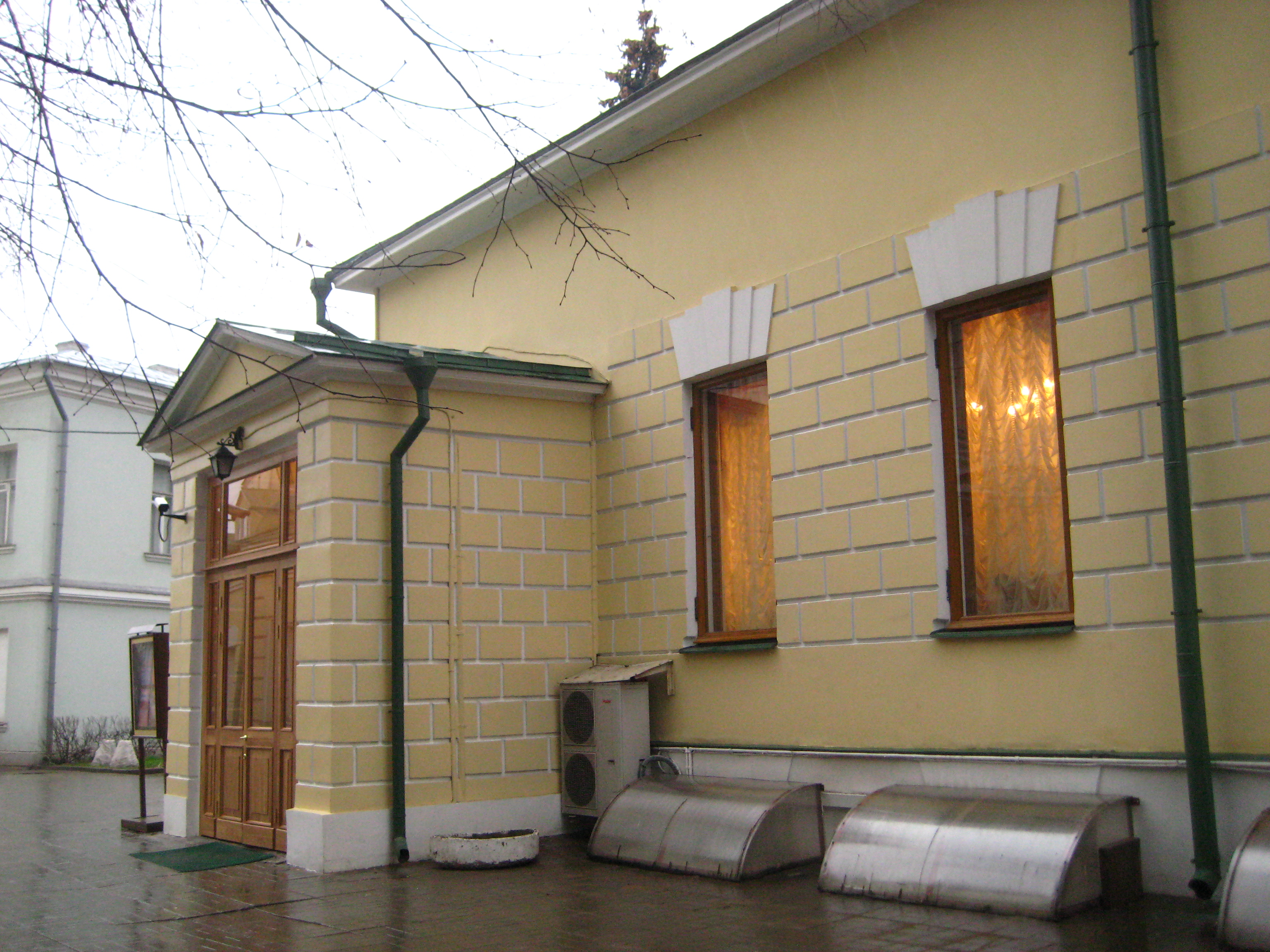
Со стороны внутреннего двора
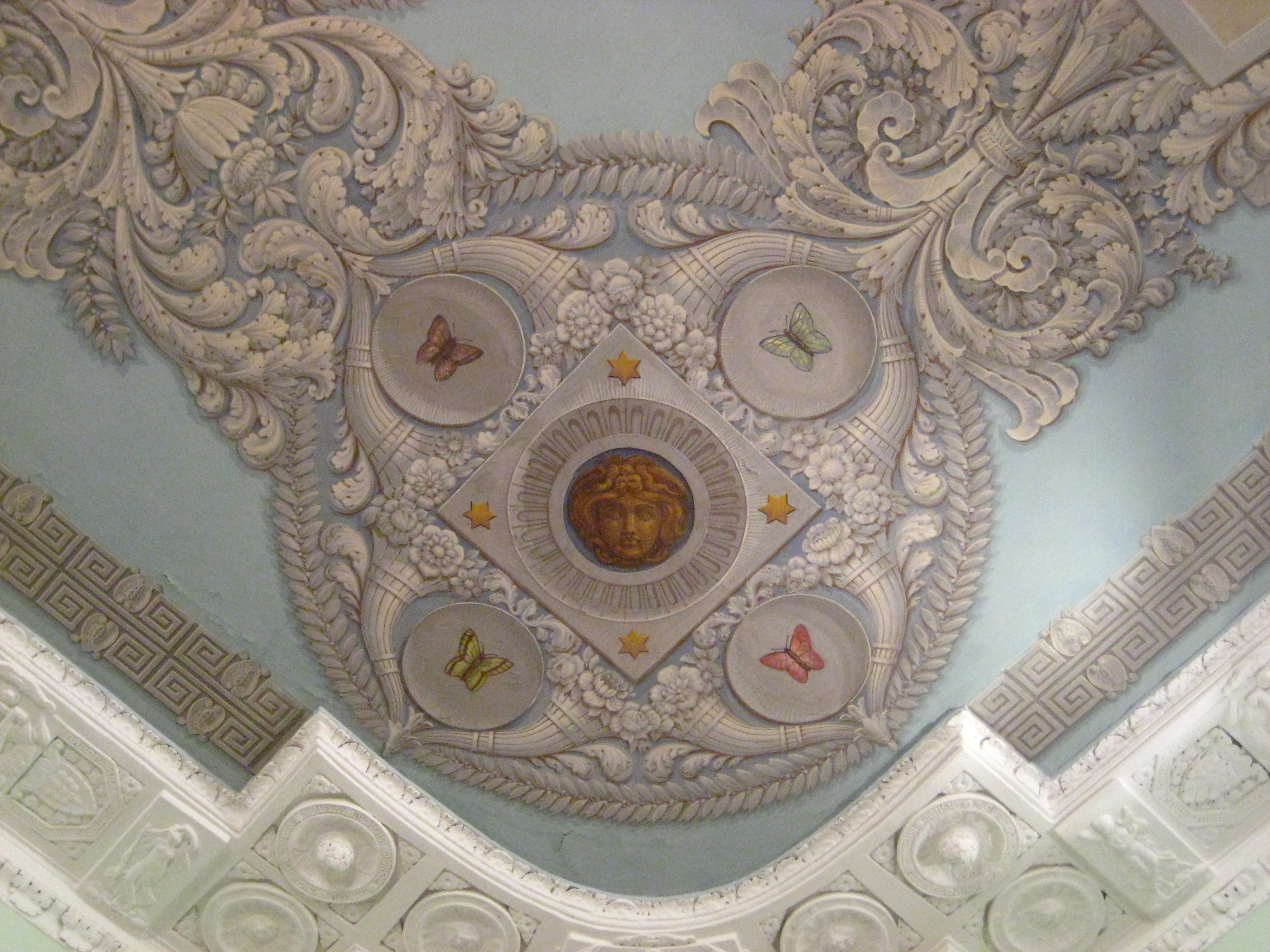
Роспись потолка
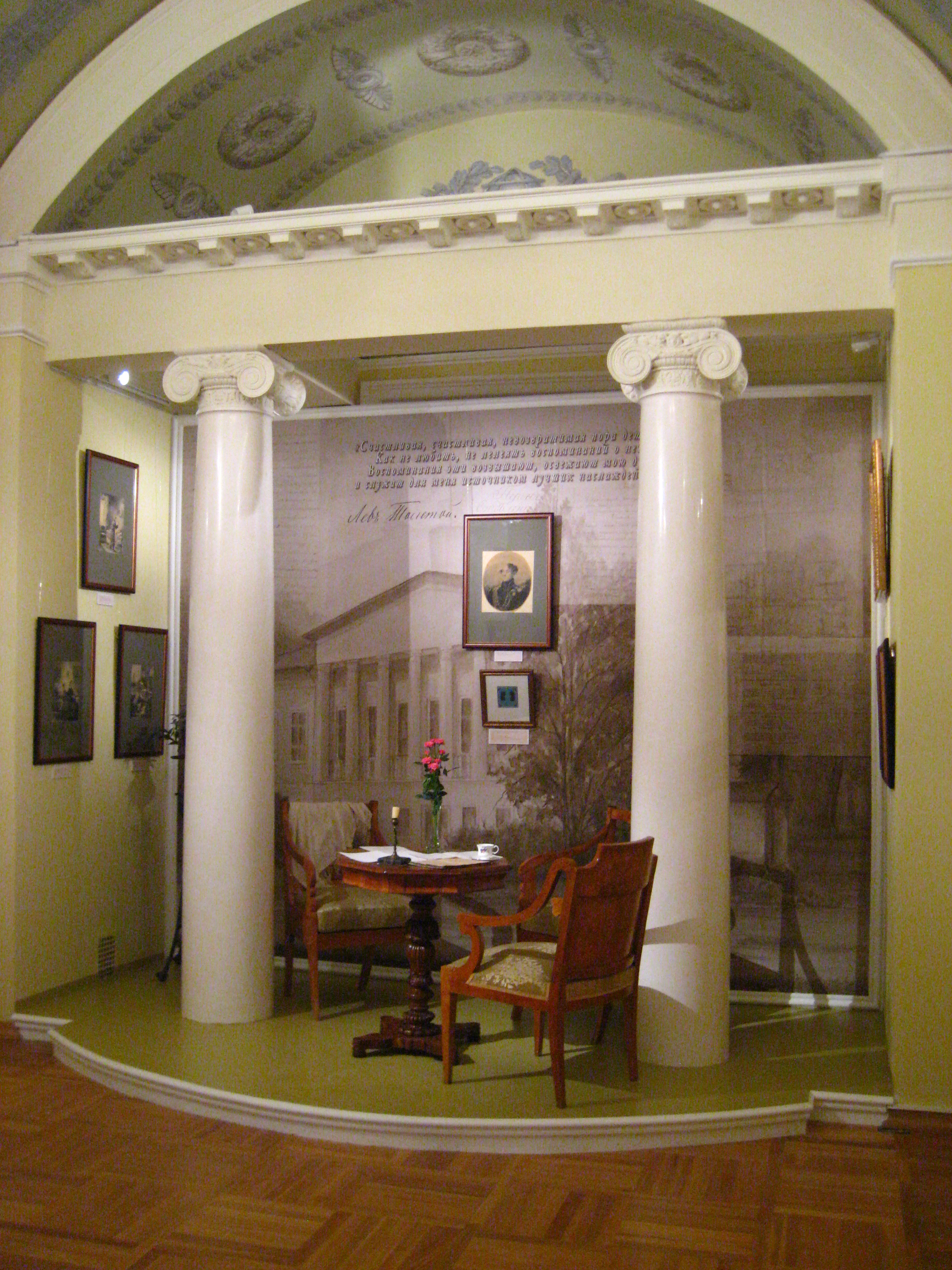
Гостиная с колоннами

### Экспозиция
Экспозиция музея посвящена литературному труду писателя и содержит вещи поклонников его творчества. Здесь хранятся личные предметы Толстого, семейные реликвии, фотографии писателя и его близких друзей. На начало 2018 года в залах музея действует постоянная выставка «Л. Н. Толстой и его эпоха». В состав коллекции входят первые детские художественные наброски писателя, прижизненные издания, иллюстрации к его работам, портреты Льва Николаевича, предметы прикладного искусства, а также мемориальные вещи родственников и друзей писателя. В экспозиции представлены работы художника Леонида Пастернака, для которого дружба с Львом Толстым была одной из центральных тем творчества.
Центральным элементом экспозиции является стальная комната-сейф со всеми изданными работами Льва Толстого. В экспозиции также представлены мемуары станционного смотрителя Ивана Озолина, в доме которого на станции Астапово писатель провёл свои последние дни. В воспоминаниях смотритель описывал «астаповскую неделю»: как возле станции остановился поезд с заболевшим писателем, об уходе за Львом Толстым, о наплыве журналистов и жандармов.

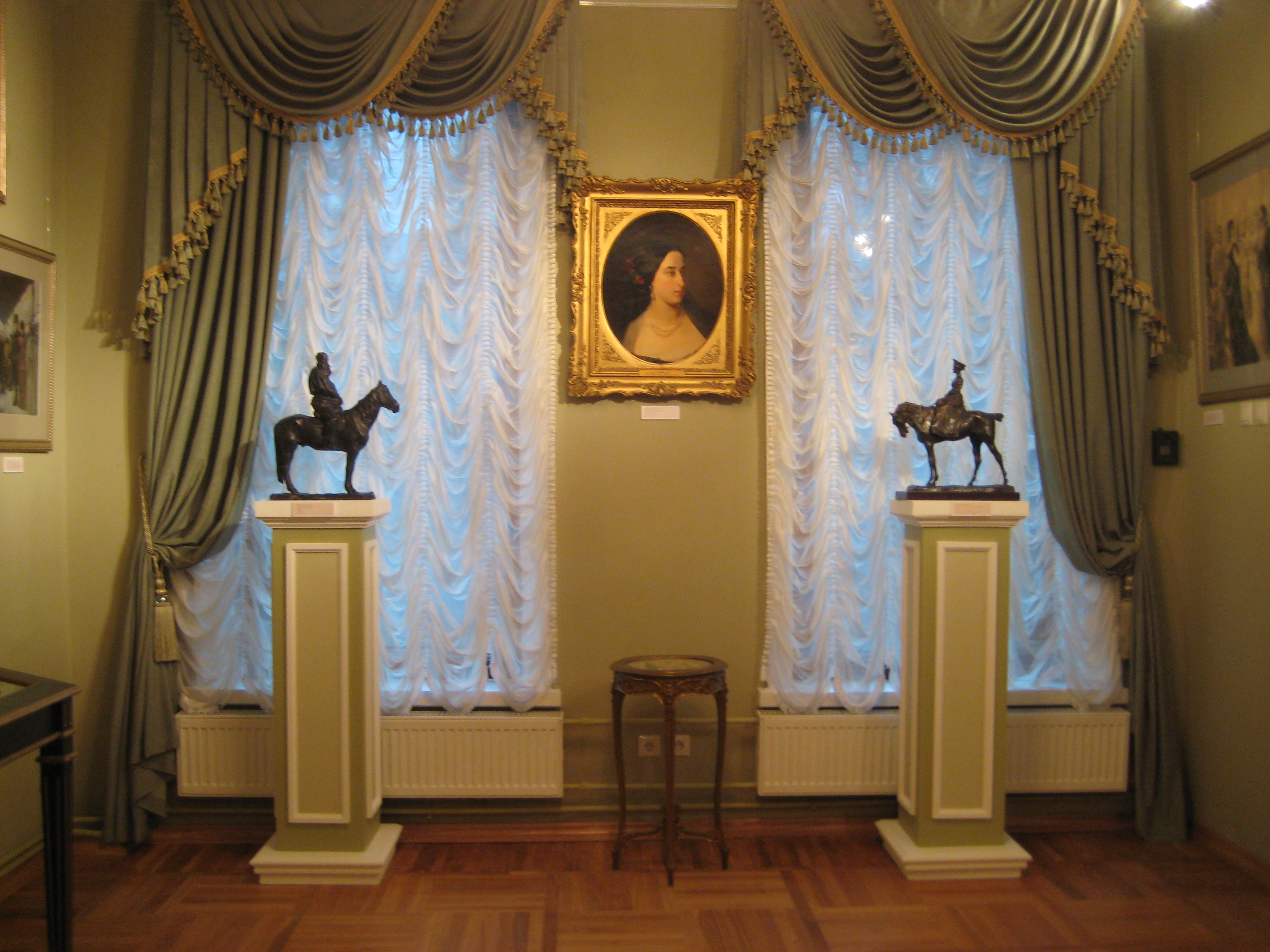
Экспозиция с портретом Марии Гартунг (Пушкиной) — прототипа внешности Анны Карениной
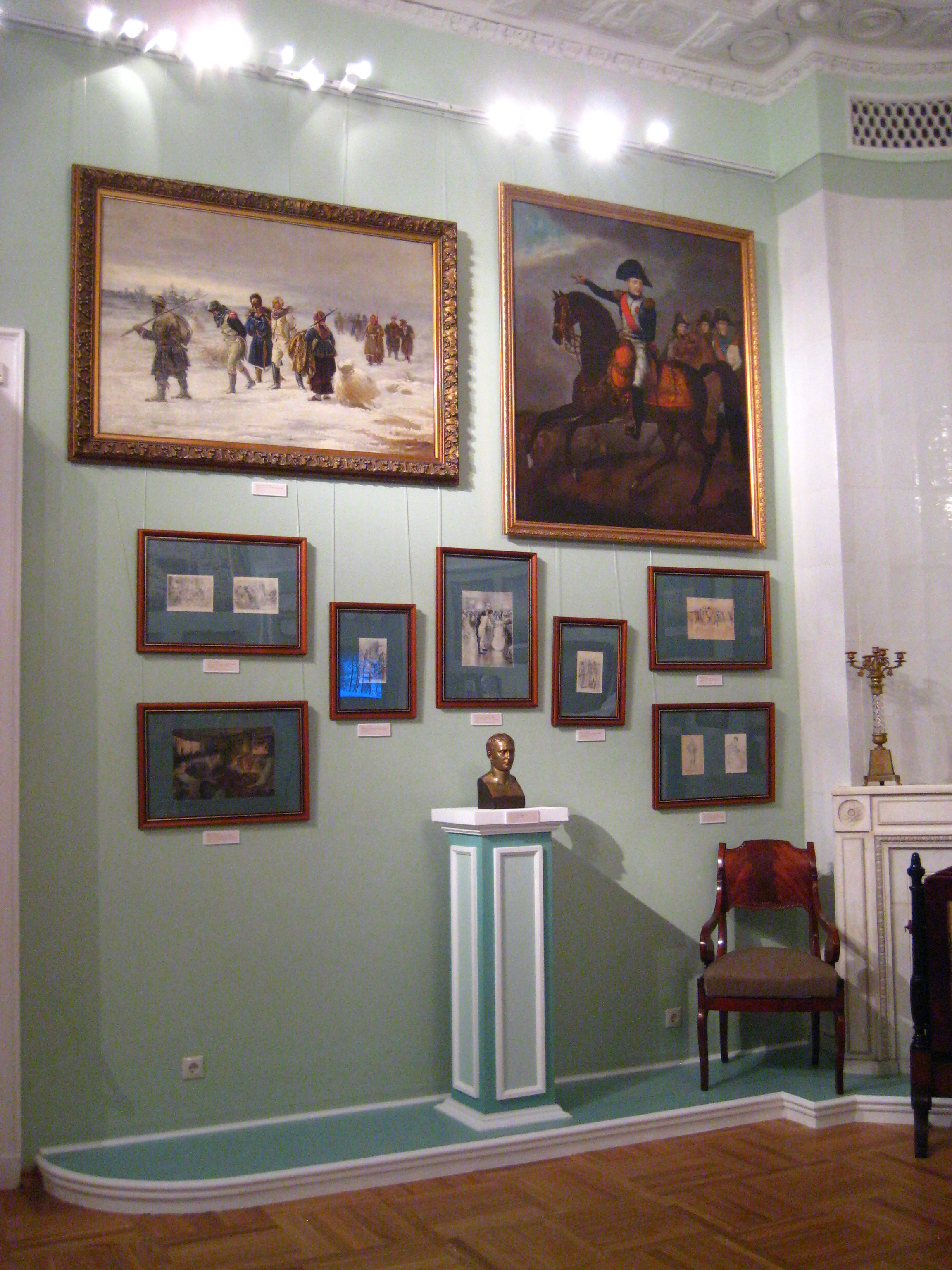
Экспозиция, посвященная роману «Война и мир»
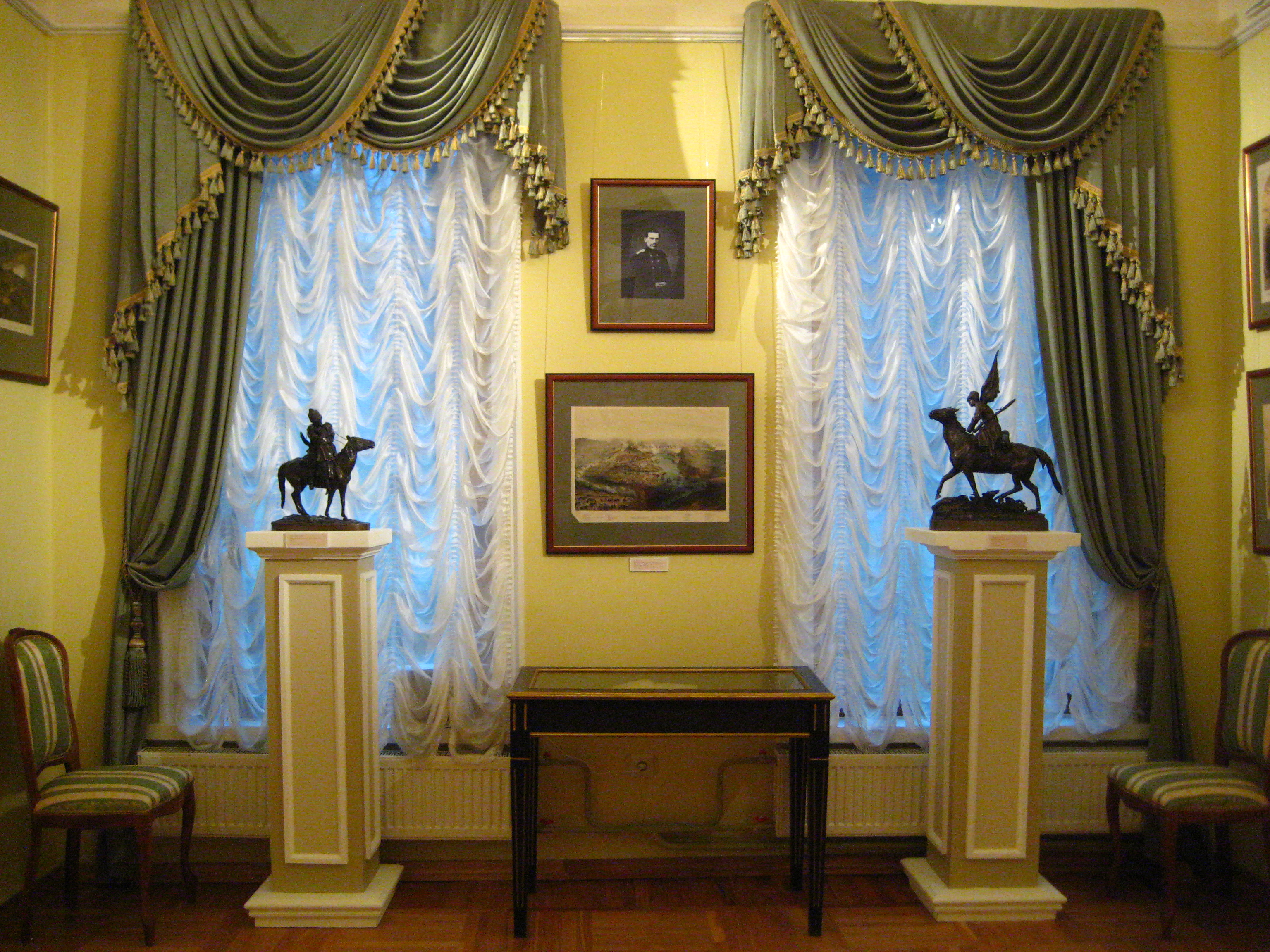
Экспозиция, посвященная «Севастопольским рассказам»
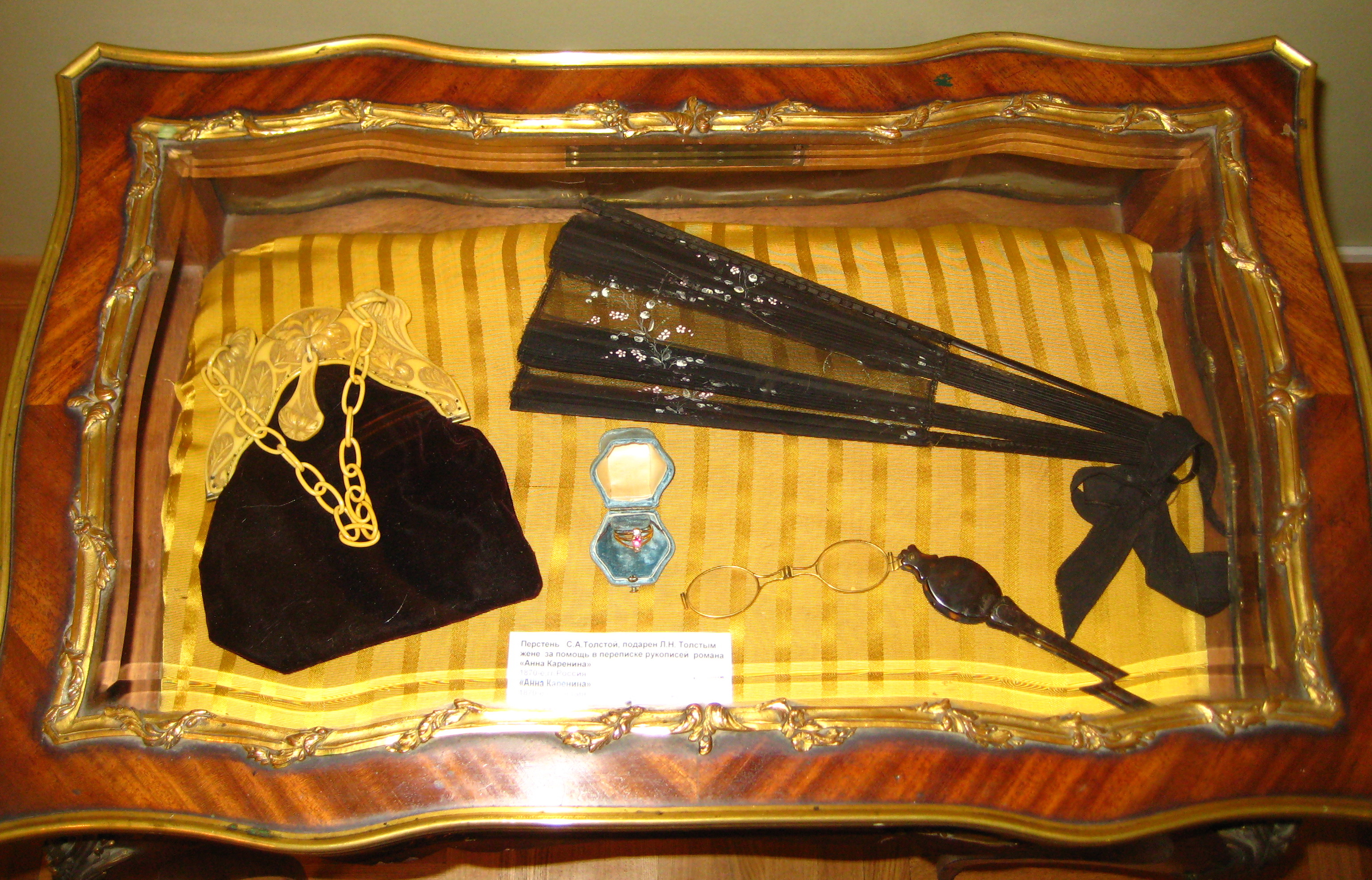
Кольцо, которое Толстой подарил жене в благодарность за переписывание ею «Анны Карениной»

## Деятельность
Музей Толстого на Пречистенке функционирует как исследовательский центр, его работники регулярно организуют научно-практические конференции, семинары и форумы. Помимо этого, в нём реализуются крупные выставочные и образовательные проекты.
В 1998 году была создана Детская Академия «Муравейные братья». Работники музея организовали цикл интерактивных занятий, в ходе которых дети обучались французскому языку, истории, логике и умению излагать свои мысли.
Основная деятельность музея — выставочная. В 2015 году в Малом зале музея прошла крупная временная выставка студентов художественных училищ и вузов под названием «Московские адреса Толстого». В 2016-м была открыта выставка «Пятигорск, видевший Льва Толстого». Экспонаты выставки были привезены из Пятигорского краеведческого музея, так и взяты из фондов Музея Толстого. В том же году был проведён ряд встреч дискуссионного клуба посвящённый теме "Лев Толстой и кинематограф. В феврале 2018 года состоялся творческий вечер, на котором обсуждалась пьеса «Власть тьмы» Льва Толстого. В 2008 году она была впервые поставлена режиссёром Юрием Соломиным в Малом театре.

## Филиалы музея

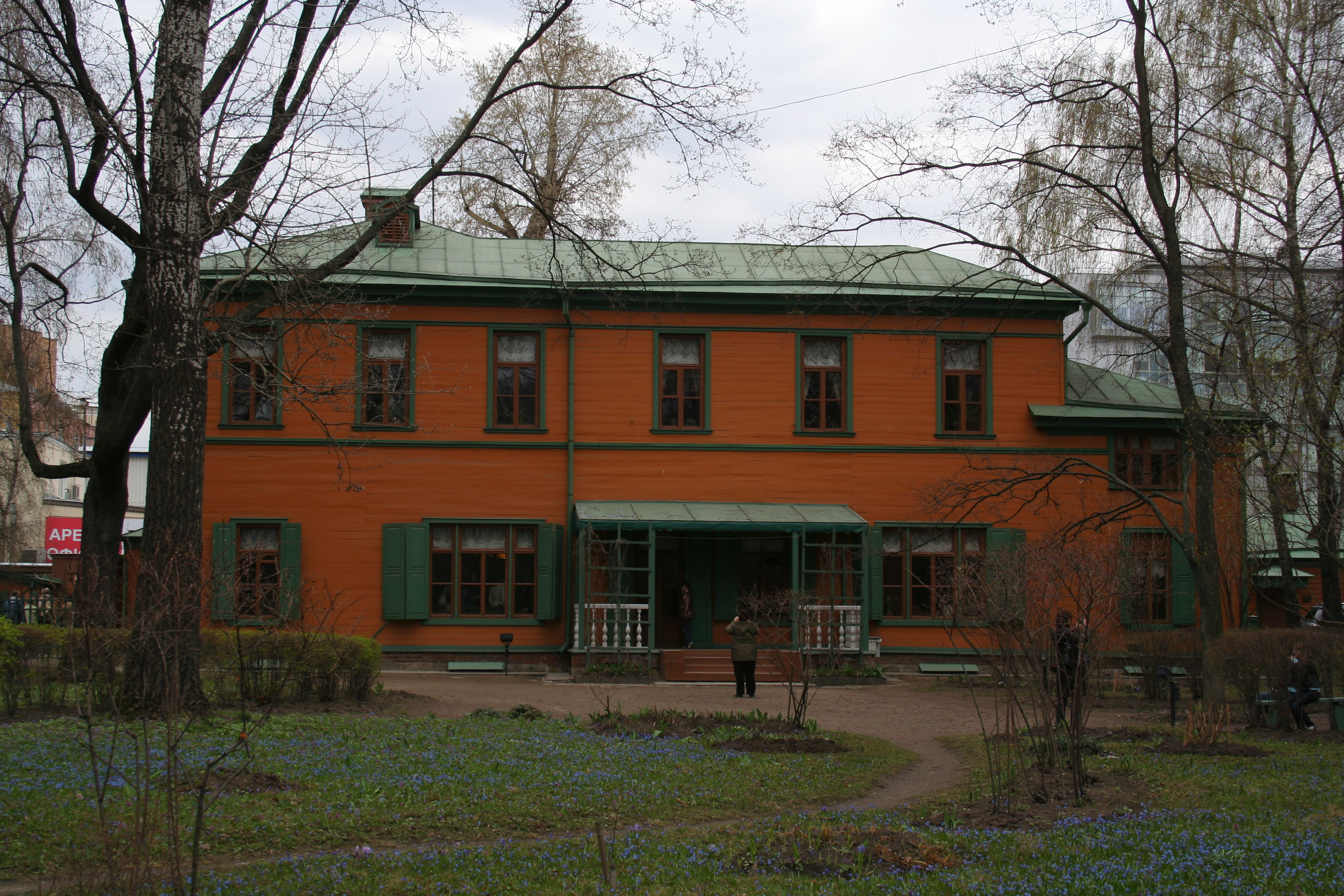
Музей-усадьба Толстого в Хамовниках. Фото 2010 года

- Музей-усадьба Льва Толстого в Хамовниках — мемориальный дом-музей, где писатель прожил с 1882 по 1901 год[21].
- Толстовский центр на Пятницкой-12 — выставочная площадка основного здания музея. На съёмной квартире в этом здании Толстой жил в 1857—1858 годах, вернувшись с Крымской войны[22].
- Мемориальный музей памяти Льва Толстого «Астапово» — открыт в 2010 году на станции «Астапово», где писатель умер[23].
- Культурный центр имени Льва Толстого — расположен в бывшей станции почтовых дилижансов в Железноводске, где Толстой останавливался проездом во время своего путешествия по городам Кавказских минеральных вод[24].

## Награды
- Орден Трудового Красного Знамени (1978 год)[25].